# We Are Chaos
We Are Chaos è l'undicesimo album in studio della rock band statunitense Marilyn Manson. Pubblicato l'11 settembre 2020 dall'etichetta Loma Vista Recordings, è stato prodotto dallo stesso Manson e da Shooter Jennings.

## Storia
Nel mese di marzo 2019, Marilyn Manson annunciò di aver quasi terminato le sessioni di registrazione del prossimo album in studio della sua band, per il quale fu coinvolto il musicista country Shooter Jennings. I due si conobbero nel 2013 tramite i produttori di Sons of Anarchy, che chiesero loro di realizzare un brano per la puntata finale della sesta stagione della serie. Il frutto di questa collaborazione, Jesus, My Sweet Brother, è stato eseguito dal vivo una sola volta quello stesso anno, ma non è mai stato pubblicato, poiché a detta di Manson, né lui né Jennings furono soddisfatti della "direzione che [i produttori] volevano farci prendere". Manson interpretò il personaggio di Ron Tully nella successiva stagione di Sons of Anarchy, e registrò due album con il produttore Tyler Bates: The Pale Emperor nel 2015 e Heaven Upside Down nel 2017. Manson e Jennings collaborarono inoltre per la realizzazione di una cover del brano di David Bowie Cat People (Putting Out Fire) per l'album di Jennings Countach (For Giorgio) del 2016.
Nel 2019 il batterista Gil Sharone, che suonò in The Pale Emperor e in Heaven Upside Down, annunciò il suo addio alla band per seguire altri progetti, e l'ex batterista dei Black Flag Brandon Pertzborn fu scelto come suo sostituto. Successivamente fu rivelato che anche Bates aveva lasciato il gruppo, e che il prossimo album sarebbe stato prodotto da Jennings e avrebbe visto la collaborazione del suo batterista Jamie Douglass. Fu confermato che anche Peretzborn e il chitarrista turnista della band Paul Wiley sarebbero stati coinvolti nella realizzazione dell'album. La band ha pubblicato una cover del brano dei Doors The End sui principali servizi di streaming il 22 novembre 2019. Il brano è stato realizzato come colonna sonora della miniserie The Stand – basata sul romanzo di Stephen King L'ombra dello scorpione – nella quale Manson interpreta il ruolo dell'Uomo Cestino.

## Registrazione
Manson affermò che per la registrazione della cover di The End si ebbe lo stesso approccio tenuto per la realizzazione dell'album, poiché "ci ha portati ad esplorare cose diverse. [Shooter è] davvero talentuoso in molti modi, e lavorare con lui è decisamente fluido. Abbiamo uno stile collaborativo totalmente differente da quello che ho avuto [con Tyler] per i miei ultimi due dischi. A volte Shooter anticipa ciò che sto per suggerire. Abbiamo le menti sincronizzate." L'album è stato registrato in diversi studi; Manson affermò che gli impegni di ognuno dei musicisti hanno reso "difficile trovare il tempo di lavorare insieme", dicendo che i due si sarebbero "divisi tra il suo studio, il mio studio, un altro studio che potesse accogliere l'intera band [di Jennings], tra cui corde, percussioni e tutto quanto." Le registrazioni dell'album iniziarono circa 18 mesi prima di gennaio 2020, il mese in cui l'album fu completato. Lo stesso mese, il bassista turnista Juan Alderete fu coinvolto in un incidente con la bicicletta che gli provocò un danno assonale diffuso, un tipo di trauma cranico. Venne creata una pagina sul sito GoFundMe al fine di aiutare il bassista e la sua famiglia a coprire i costi medici. Alderete è accreditato nell'album come bassista. Quattro mesi dopo, Manson e Jennings confermarono che l'album era completo, definendolo entrambi un capolavoro.

## Composizione e stile
Manson ha descritto We Are Chaos come un concept album, affermando di avere incluso intenzionalmente dieci brani così da poterlo "trattare, nel senso tradizionale del termine, come un LP. Come se ci fossero un lato A e un lato B", sottolineando come il mood e il tono dell'album cambiano drasticamente dopo la quinta traccia. Ha menzionato Elton John e Bernie Taupin come influenze per questo lavoro, affermando che lui e Jennings hanno "iniziato a scrivere col pianoforte e con la voce, e ad entrambi è sembrato grandioso trovare un punto dove la mia voce e il piano [lavoravano assieme, perché suonava] davvero diverso. E sembrava che io potessi andare in posti dove non sono mai andato prima. Chiavi diverse, o ritmi diversi, o semplicemente diversi elementi e idee." Soffermandosi su questo punto, ha detto che i suoi fan sarebbero stati "piacevolmente sorpresi da come suona! Molte persone amano definire lo stile musicale [di Shooter] 'country', ma io lo trovo più 'southern'. Credo che peschi anche un po' dagli Stones, in un certo senso... c'è molto piano, anche se non necessariamente il piano di Elton John. Magari più il piano di Bennie and the Jets. Chiamiamolo semplicemente il piano di Shooter Jennings!'".
Inizialmente Manson affermò che l'album avrebbe potuto intitolarsi semplicemente Marilyn Manson, dicendo: "Sono in un momento della mia vita in cui voglio raccontare delle storie con questo album, ed è una sorta di museo delle cere dei miei pensieri, uno studio della camera degli orrori [che ho] nella mia testa. Tutto il fascino e la speranza che potete avere nel mondo, [sono] qui alla fine dei tempi dove può esserci un tipo diverso di apocalisse per ognuna delle persone che ascoltano il disco. Ho cercato di dipingerlo con le parole, e Shooter con i suoni, in modo che possiate sentire e vedere tutto il vostro desiderio, la vostra passione e disperazione. È una sorta di spiegazione drammatica, ma è pieno di dramma. Non lo paragonerei a nessuno dei miei altri dischi, ma si sente un po' di tutto—è come se alla fine avessi concentrato tutto quanto in un punto solo."

## Grafica e pubblicazione
L'uscita ufficiale del disco era inizialmente prevista per la metà del 2020, ma fu spostata dopo la cancellazione del tour nordamericano No More Tours II di Ozzy Osbourne che sarebbe dovuto partire a maggio 2020 e alla cui prima data i Marilyn Manson avrebbero dovuto partecipare. Il tour fu cancellato dopo che ad Osbourne fu diagnosticato il morbo di Parkinson.
La copertina dell'album è stata creata dallo stesso Manson, ed è un autoritratto realizzato ad acquerello dal titolo Infinite Darkness. Sono state distribuite diverse edizioni dell'album, tra cui versioni su CD e su musicassetta, oltre a diverse versioni in vinile: picture disc, vinile rosa e un vinile macchiato di rosso, nero e blu. Quest'ultimo viene distribuito in accoppiata con una versione limitata in vinile da 7" del singolo di lancio We Are Chaos contenente un esclusivo remix come lato B. Una versione del CD con due tracce bonus – le versioni acustiche di We Are Chaos e di Broken Needle – è stata distribuita ai negozi brick and mortar; questi brani appaiono come tracce bonus anche nelle versioni giapponesi dell'album. I negozi Target in nordamerica hanno ricevuto anche un'esclusiva versione "ghiaccio nero traslucido" del vinile, contenente un poster in edizione limitata.

## Promozione e singoli
La title track è stata pubblicata come singolo principale il 29 luglio 2020, data in cui sono stati svelati anche la copertina e la lista tracce dell'album. Lo stesso giorno è stato pubblicato anche il videoclip del brano, diretto e realizzato da Matt Mahurin durante la quarantena dovuta alla pandemia di COVID-19 L'8 settembre, Manson rivelò durante un'intervista che avrebbe realizzato un videoclip per il brano Don't Chase the Dead. La traccia uscì due giorni dopo come secondo singolo, un giorno prima della pubblicazione dell'album.

## Accoglienza
| Recensione                    | Giudizio |
| ----------------------------- | -------- |
| Album of the Year (aggregato) | 82/100   |
| AnyDecentMusic? (aggregato)   | 7.9/10   |
| Metacritic (aggregato)        | 80/100   |
| AllMusic                      | [ 35 ]   |
| Clash                         | 7/10     |
| Consequence                   | A–       |
| Exclaim!                      | 7/10     |
| The Independent               | [ 39 ]   |
| Kerrang!                      | [ 40 ]   |
| Metal Hammer                  | [ 41 ]   |
| musicOMH                      | [ 42 ]   |
| NME                           | [ 43 ]   |

Dopo la pubblicazione, l'album è stato accolto positivamente dalla critica musicale. Metacritic, che assegna un punteggio in scala da 1 a 100 in base alla media dei voti dei critici più famosi, ha dato a We Are Chaos un punteggio di 80 basato su nove recensioni, indicate come "generalmente positive". Si tratta del miglior risultato raggiunto da un album della band. Album of the Year ha assegnato un punteggio di 82 su 100 basato su 12 recensioni, mentre il sito AnyDecentMusic? ha dato al disco un punteggio di 7.9 su 10 sulla base del consenso dei loro critici.
Secondo Consequence, la produzione, la musica e i testi di questo album sono tra i migliori dell'intera discografia della band. Clash lo ha descritto come un disco conciso, sottolineando l'assenza di riempitivi e affermando come, nonostante siano due musicisti completamente diversi, Manson e Jennings siano riusciti a "creare, se non perfezionare, una calorosa ballata di angoscia per i Millennial". Anche NME ha apprezzato la collaborazione tra i due, lodando Manson per il fatto di essersi concentrato più sulla scrittura che non sullo "spettacolo" per quanto riguarda i testi, e affermando che la produzione di Jennings ha reso il disco "maestoso e vario, con l'astuzia di incontrare la spettralità". Ha inoltre descritto questo album come "il lavoro in assoluto più umano" tra quelli di Manson.
In maniera simile, anche Metal Hammer ha descritto i testi dell'album come "più feriti ed emozionalmente grezzi di quanto [Manson] sia mai stato", mentre Kerrang! ha affermato che la produzione evoca un "senso di imponenza a volte" e "uno squallido e puzzolente locale rock altre volte", complimentandosi con "la lingua tagliente come un rasoio" di Manson. Aggiunge inoltre: "non è un confronto, ma WE ARE CHAOS risulta essere un prospetto molto meno antagonistico degli ultimi lavori [della band]. Ma è un'ottima cosa il fatto che sia stato elevato ad un effetto oscuramente brillante. Inaspettato, audace ed artistico, Manson rimane un artista che sarebbe pericoloso sottostimare".
Sia Cleveland.com che The Oakland Press infine, l'hanno considerato album della settimana.

## Tracce
Edizione standard
Testi e musiche di Marilyn Manson e Shooter Jennings.
1. Red Black and Blue – 5:03
2. We Are Chaos – 4:00
3. Don't Chase the Dead – 4:17
4. Paint You with My Love – 4:29
5. Half-Way & One Step Forward – 3:16
6. Infinite Darkness – 4:15
7. Perfume – 3:33
8. Keep My Head Together – 3:49
9. Solve Coagula – 4:22
10. Broken Needle – 5:23

Durata totale: 42:27
Versioni deluxe giapponese e "Brick & Mortar"
1. We Are Chaos (acoustic version) – 4:05
2. Broken Needle (acoustic version) – 5:21

Durata totale: 9:26

## Formazione
Crediti adattati dalle note di copertina di We Are Chaos.
- Registrato presso The Coil, Hollywood; registrazioni addizionali presso Station House Studios, Echo Park e Dave's Room, North Hollywood
- Missaggio a cura di Mark "Spike" Stent
- Mastering a cura di Randy Merrill presso Sterling Sound
- Versioni acustiche masterizzate da Pete Lyman presso Infrasonic Sound

Musicisti
- Marilyn Manson – testi, voce, strumentazione, produzione e grafica
- Shooter Jennings – testi, strumentazione e produzione
- Juan Alderete – basso
- Jamie Douglass – batteria
- Ted Russell Kamp – basso
- Brandon Pertzborn – batteria
- Aubrey Richmond – violino
- John Schreffler – chitarre, pedal steel guitar
- Paul Wiley – chitarre

Tecnici
- Tony Ciulla – management
- Christopher Leckie – layout design
- Steve Olmon – assistente di sessione
- Mark Rains – ingegneria audio
- David Spreng – ingegneria audio, strumentazione addizionale, "second layer additional mix"